# يوزف كلوتز
يوزف كلوتز (بالبولندية: Józef Klotz)‏ هو لاعب كرة قدم بولندي، ولد في 2 يناير 1900 في كراكوف في بولندا، وتوفي في 1941 في وارسو في بولندا. شارك مع منتخب بولندا لكرة القدم.